# IRAS 17163-3907
IRAS 17163-3907 ist ein Stern, welcher in die Sternenklasse der gelben Hyperriesen gehört. Er ist 13.000 Lichtjahre von der Erde entfernt und liegt im Sternbild Skorpion. Der Riese hat etwa den 1.000-fachen Durchmesser unserer Sonne und übertrifft ihre Leuchtkraft um das 500.000-fache. Seine äußere Hülle hat einen Radius von etwa 10.000 Astronomischen Einheiten, was der 10.000-fachen mittleren Entfernung der Erde von der Sonne entspricht.

Um IRAS 17163-3907 liegt eine Staubwolke, die im sichtbaren Lichtbereich einen Großteil des emittierten Lichts absorbiert; im infraroten Bereich verleiht sie ihm ein Erscheinungsbild ähnlich einem Spiegelei, als welches er auch bezeichnet wird.
Gelbe Riesen sind extrem seltene Sterne, welche nicht die erforderliche Masse haben, um ein sogenannter leuchtkräftiger blauer veränderlicher Stern zu werden.